# Darren Ferguson
Darren Ferguson (Glasgow, 9 febbraio 1972) è un allenatore di calcio ed ex calciatore scozzese, di ruolo centrocampista, tecnico del Peterborough Utd.
È il figlio dell'ex manager scozzese del Manchester United, Sir Alex Ferguson, nipote (di nonno) di Alexander e nipote (di zio) di Martin.

## Carriera

### Calciatore
Da calciatore ricopriva il ruolo di centrocampista. Dopo aver esordito (senza lasciare il segno) nei Red Devils, squadra in cui ha totalizzato 25 presenze senza mai segnare, è passato per 250.000£ ai Wolverhampton Wanderers dopo quattro anni. In cinque stagioni con la squadra delle West Midlands ha totalizzato 117 presenze, segnando 4 reti. Dopo un anno trascorso in prestito agli olandesi dello Sparta Rotterdam (14 presenze ed un gol in biancorosso), ha firmato per il Wrexham, team in cui ha concluso la sua carriera e del quale è diventato vera e propria bandiera. In otto anni passati tra League One e League Two con i rossi gallesi ha totalizzato 310 presenze segnando ben 51 gol, compreso quello del 2-0 sul Southend United che ha permesso ai gallesi di vincere il trofeo Vans.

### Allenatore
Con il Peterborough United ha centrato una storica promozione in Championship, ottenendo un secondo posto nella League One, in cui era neopromosso.
Ha ottenuto due promozioni con una squadra dell'East England. Il 10 novembre 2009 lascia la panchina del Peterborough dopo due grandi stagioni. Dal 6 gennaio 2010 siede sulla panchina del Preston North End. Il 31 dicembre viene esonerato dopo 5 vittorie in 22 partite.
Il 12 gennaio 2011 ritorna sulla panchina del Peterborough United che, grazie alla vittoria ottenuta nella finale play-off giocata contro l'Huddersfield Town F.C. il 29 maggio 2011, ritorna nella Championship.

## Statistiche

### Statistiche da allenatore
Statistiche aggiornate al 16 maggio 2025.
| Stagione                | Squadra                 | Campionato              | Campionato | Campionato | Campionato | Campionato | Coppe nazionali | Coppe nazionali | Coppe nazionali | Coppe nazionali | Coppe nazionali | Coppe continentali | Coppe continentali | Coppe continentali | Coppe continentali | Coppe continentali | Altre coppe | Altre coppe | Altre coppe | Altre coppe | Altre coppe | Totale | Totale | Totale | Totale | % Vittorie | Piazzamento      |
| Stagione                | Squadra                 | Comp                    | G          | V          | N          | P          | Comp            | G               | V               | N               | P               | Comp               | G                  | V                  | N                  | P                  | Comp        | G           | V           | N           | P           | G      | V      | N      | P      | %          | Piazzamento      |
| ----------------------- | ----------------------- | ----------------------- | ---------- | ---------- | ---------- | ---------- | --------------- | --------------- | --------------- | --------------- | --------------- | ------------------ | ------------------ | ------------------ | ------------------ | ------------------ | ----------- | ----------- | ----------- | ----------- | ----------- | ------ | ------ | ------ | ------ | ---------- | ---------------- |
| gen.-giu. 2007          | Peterborough Utd        | FL2                     | 18         | 7          | 6          | 5          | FACup+CdL       | -               | -               | -               | -               | -                  | -                  | -                  | -                  | -                  | FLT         | -           | -           | -           | -           | 18     | 7      | 6      | 5      | 38,89      | Sub. 10º         |
| 2007-2008               | Peterborough Utd        | FL2                     | 46         | 28         | 8          | 10         | FACup+CdL       | 4+2             | 3+1             | 0+0             | 1+1             | -                  | -                  | -                  | -                  | -                  | FLT         | 2           | 1           | 0           | 1           | 54     | 33     | 8      | 13     | 61,11      | 2º (prom.)       |
| 2008-2009               | Peterborough Utd        | FL1                     | 46         | 26         | 11         | 9          | FACup+CdL       | 5+1             | 1+0             | 3+0             | 1+1             | -                  | -                  | -                  | -                  | -                  | FLT         | 1           | 0           | 0           | 1           | 53     | 27     | 14     | 12     | 50,94      | 2º (prom.)       |
| ago.-nov. 2009          | Peterborough Utd        | FLC                     | 16         | 2          | 5          | 9          | FACup+CdL       | 0+4             | 3               | 0               | 1               | -                  | -                  | -                  | -                  | -                  | -           | -           | -           | -           | -           | 20     | 5      | 5      | 10     | 25,00      | Eson.            |
| gen.-giu. 2010          | Preston N.E.            | FLC                     | 23         | 6          | 7          | 10         | FACup+CdL       | 1+0             | 0               | 0               | 1               | -                  | -                  | -                  | -                  | -                  | -           | -           | -           | -           | -           | 24     | 6      | 7      | 11     | 25,00      | Sub. 17º         |
| ago.-dic. 2010          | Preston N.E.            | FLC                     | 22         | 5          | 4          | 13         | FACup+CdL       | 0+3             | 1               | 1               | 1               | -                  | -                  | -                  | -                  | -                  | -           | -           | -           | -           | -           | 25     | 6      | 5      | 14     | 24,00      | Eson.            |
| Totale Preston N.E.     | Totale Preston N.E.     | Totale Preston N.E.     | 45         | 11         | 11         | 23         |                 | 4               | 1               | 1               | 2               |                    | -                  | -                  | -                  | -                  |             | -           | -           | -           | -           | 49     | 12     | 12     | 25     | 24,49      |                  |
| gen.-giu. 2011          | Peterborough Utd        | FL1                     | 24+3       | 12+2       | 7+0        | 5+1        | FACup+CdL       | -               | -               | -               | -               | -                  | -                  | -                  | -                  | -                  | FLT         | -           | -           | -           | -           | 27     | 14     | 7      | 6      | 51,85      | Sub. 4º (prom.)  |
| 2011-2012               | Peterborough Utd        | FLC                     | 46         | 13         | 11         | 22         | FACup+CdL       | 1+2             | 0+0             | 0+1             | 1+1             | -                  | -                  | -                  | -                  | -                  | -           | -           | -           | -           | -           | 49     | 13     | 12     | 24     | 26,53      | 18º              |
| 2012-2013               | Peterborough Utd        | FLC                     | 46         | 15         | 9          | 22         | FACup+CdL       | 1+2             | 0+1             | 0+0             | 1+1             | -                  | -                  | -                  | -                  | -                  | -           | -           | -           | -           | -           | 49     | 16     | 9      | 24     | 32,65      | 22º (retr.)      |
| 2013-2014               | Peterborough Utd        | FL1                     | 46+2       | 23+0       | 5+1        | 18+1       | FACup+CdL       | 4+3             | 2+2             | 1+0             | 1+1             | -                  | -                  | -                  | -                  | -                  | FLT         | 6           | 4           | 2           | 0           | 61     | 31     | 9      | 21     | 50,82      | 6º               |
| 2014-feb. 2015          | Peterborough Utd        | FL1                     | 32         | 12         | 5          | 15         | FACup+CdL       | 2+1             | 1+0             | 0+0             | 1+1             | -                  | -                  | -                  | -                  | -                  | FLT         | 1           | 0           | 0           | 1           | 36     | 13     | 5      | 18     | 36,11      | Eson.            |
| ott. 2015-2016          | Doncaster               | FL1                     | 35         | 9          | 8          | 18         | FACup+CdL       | 3+0             | 2               | 0               | 1               | -                  | -                  | -                  | -                  | -                  | FLT         | -           | -           | -           | -           | 38     | 11     | 8      | 19     | 28,95      | Sub. 21º (retr.) |
| 2016-2017               | Doncaster               | FL2                     | 46         | 25         | 10         | 11         | FACup+CdL       | 1+1             | 0+0             | 0+0             | 1+1             | -                  | -                  | -                  | -                  | -                  | FLT         | 4           | 1           | 3           | 0           | 52     | 26     | 13     | 13     | 50,00      | 3º (prom.)       |
| 2017-2018               | Doncaster               | FL1                     | 46         | 13         | 17         | 16         | FACup+CdL       | 3+3             | 2+2             | 0+0             | 1+1             | -                  | -                  | -                  | -                  | -                  | FLT         | 4           | 1           | 3           | 0           | 56     | 18     | 20     | 18     | 32,14      | 15º              |
| Totale Doncaster Rovers | Totale Doncaster Rovers | Totale Doncaster Rovers | 127        | 47         | 35         | 45         |                 | 11              | 6               | 0               | 5               |                    | -                  | -                  | -                  | -                  |             | 8           | 2           | 6           | 0           | 146    | 55     | 41     | 50     | 37,67      |                  |
| gen.-giu. 2019          | Peterborough Utd        | FL1                     | 18         | 7          | 4          | 7          | FACup+CdL       | -               | -               | -               | -               | -                  | -                  | -                  | -                  | -                  | FLT         | -           | -           | -           | -           | 18     | 7      | 4      | 7      | 38,89      | Sub. 7º          |
| 2019-2020               | Peterborough Utd        | FL1                     | 35         | 17         | 8          | 10         | FACup+CdL       | 4+1             | 2+0             | 1+0             | 1+1             | -                  | -                  | -                  | -                  | -                  | FLT         | 4           | 3           | 1           | 0           | 44     | 22     | 10     | 12     | 50,00      | 7º               |
| 2020-2021               | Peterborough Utd        | FL1                     | 46         | 26         | 9          | 11         | FACup+CdL       | 2+1             | 1+0             | 0+0             | 1+1             | -                  | -                  | -                  | -                  | -                  | FLT         | 6           | 3           | 2           | 1           | 55     | 30     | 11     | 14     | 54,55      | 2º (prom.)       |
| 2021-feb. 2022          | Peterborough Utd        | FLC                     | 31         | 5          | 6          | 20         | FACup+CdL       | 2+1             | 2+0             | 0+0             | 0+1             | -                  | -                  | -                  | -                  | -                  | -           | -           | -           | -           | -           | 34     | 7      | 6      | 21     | 20,59      | Eson.            |
| gen.-giu. 2023          | Peterborough Utd        | FL1                     | 22+2       | 13+1       | 3+0        | 6+1        | FACup+CdL       | -               | -               | -               | -               | -                  | -                  | -                  | -                  | -                  | FLT         | -           | -           | -           | -           | 24     | 14     | 3      | 7      | 58,33      | Sub. 6º          |
| 2023-2024               | Peterborough Utd        | FL1                     | 46+2       | 25+0       | 9+1        | 12+1       | FACup+CdL       | 4+3             | 1+0             | 2+3             | 1+0             | -                  | -                  | -                  | -                  | -                  | FLT         | 8           | 7           | 0           | 1           | 63     | 33     | 15     | 15     | 52,38      | 4º               |
| 2024-2025               | Peterborough Utd        | FL1                     | 46         | 13         | 12         | 21         | FACup+CdL       | 3+1             | 2+0             | 0+0             | 1+1             | -                  | -                  | -                  | -                  | -                  | FLT         | 8           | 7           | 1           | 0           | 58     | 22     | 13     | 23     | 37,93      | 18º              |
| Totale Peterborough Utd | Totale Peterborough Utd | Totale Peterborough Utd | 564+9      | 244+3      | 118+2      | 202+4      |                 | 54              | 22              | 11              | 21              |                    | -                  | -                  | -                  | -                  |             | 36          | 25          | 6           | 5           | 663    | 554    | 137    | 232    | 83,56      |                  |
| Totale carriera         | Totale carriera         | Totale carriera         | 745        | 305        | 166        | 274        |                 | 69              | 29              | 12              | 28              |                    | -                  | -                  | -                  | -                  |             | 44          | 27          | 12          | 5           | 858    | 361    | 190    | 307    | 42,07      |                  |

## Palmarès

### Giocatore

#### Competizione nazionali
- Coppa di Lega inglese: 1

Manchester United: 1991-1992
- Campionato inglese: 2

Manchester United: 1992-1993, 1993-1994
- Charity Shield: 1

Manchester United: 1993
- Coppa d'Inghilterra: 1

Manchester United: 1993-1994

#### Competizioni internazionali
- Coppa delle Coppe: 1

Manchester United: 1990-1991
- Supercoppa UEFA: 1

Manchester United: 1991

### Allenatore

#### Competizioni nazionali
- Football League Trophy: 3

Peterborough United: 2013-2014, 2023-2024, 2024-2025